# Oil Red O
Le Oil Red O (Solvent Red 27, Sudan Red 5B, C.I. 26125, C26H24N4O) est un lysochrome (colorant lipo-soluble) et un colorant azoïque utilisé pour visualiser les triglycérides neutres et les lipides sur des coupes de tissus au microscope optique. Il est aussi utilisé pour la coloration des lipoprotéines récupérées à la suite d'une séparation par électrophorèse sur membrane d’acétate de cellulose. Il a l’apparence d’une poudre rouge brunâtre et a un maximum d’absorption de 518(359) nm.

## Utilisation
Le Oil Red O est utilisé en histologie pour la visualisation des lipides depuis 1926. Il fait partie des colorants de type Sudan. Il existe des colorants similaires, tels le Sudan III, le Sudan IV, et le Sudan Black B (en). La coloration doit être faite sur des échantillons frais, puisque la fixation avec les alcools enlève les lipides.
Le Oil Red O a largement remplacé le Sudan III et le Sudan IV, puisqu’il produit une coloration rouge beaucoup plus intense, ce qui facilite grandement la visualisation des résultats.
Dans le domaine pyrotechnique, le Oil Red O est utilisé dans la composition de certaines fumées de couleur rouge. Il est aussi utilisé pour colorer certains plastiques, comme les résines de polystyrène.

## Sciences médico-légales et criminalistiques
Le Oil Red O permet d’accroitre la visibilité du gras dans certaines coupes utilisées en pathologie.
Il est aussi utilisé dans une technique (la méthode porte le nom du colorant principal : Oil Red O), découverte en 2004 par Alexandre Beaudoin, pour colorer les traces papillaires latentes. Cette technique permet le développement d’empreintes latentes sur les pièces à conviction présentant des surfaces poreuses (comme le papier, le carton, etc.), qu’elles soient sèches ou mouillées.
Il cible plus particulièrement les dépôts lipidiques sur la surface poreuse de la pièce à conviction. Il s’agit d’une technique non destructive (qui ne détruit pas la pièce à conviction et permet l’utilisation d’autres méthodes de révélation d’empreintes) qui est une alternative sécuritaire à la méthode du révélateur physique.
La technique peut être utilisée en séquence avec d’autres méthodes de développement d’empreintes.